# Der Club der singenden Metzger
Der Club der singenden Metzger ist ein deutscher Fernsehfilm des Regisseurs Uli Edel. Er wurde am 3. Juli 2019 auf dem Filmfest München uraufgeführt und am 27. Dezember 2019 erstmals im Ersten ausgestrahlt.
Der Film erzählt die Geschichte zweier Familien, die nach dem Ersten Weltkrieg gleichzeitig aus Deutschland in die USA auswandern. Das Drehbuch basiert auf dem Roman The Master Butchers Singing Club von Louise Erdrich.

## Handlung
Teil 1:
Der junge Metzgermeister Fidelis Waldvogel verspricht seinem sterbenden Freund in einem Schützengraben des Ersten Weltkriegs, sich um dessen schwangere Verlobte Eva zu kümmern, und heiratet sie, nachdem er in seine schwäbische Heimat zurückgekehrt ist. Da auf dem elterlichen Gut weder Platz noch Arbeit für Fidelis ist, wandert er mithilfe des Aussteuerbestecks der Tante Lore nach Amerika aus und verspricht, seine Frau und das Kind nachzuholen.
Etwa zur selben Zeit versucht die Zirkusartistin Delphine aus Hamburg mit ihrem alkoholkranken Vater, dem Zirkusclown Robert,  in den USA einen Neuanfang. 
Fidelis verkauft zunächst in New York City aus Deutschland mitgebrachte Wurstwaren, um sich die Zugfahrt ins Landesinnere leisten zu können. Mit diesem Geld kommt er bis nach Argus in North Dakota.
Delphine und Robert stellen sich nach ihrer Ankunft in den USA ohne Erfolg bei einem Zirkus vor, wo sie den Lakota-Akrobaten Cyprian kennenlernen. Er bietet den beiden auf seiner Farm nahe Argus Unterkunft. Delphine und Cyprian werden bei einem Zirkus angestellt und kommen sich bald näher. Sie geben sich als Ehepaar aus. Später entdeckt Delphine, dass Cyprian homosexuell ist und sie als kleine Schwester sieht. Sie lassen Robert, der mittlerweile abstinent lebt, allein zurück, um mit dem Zirkus auf Tournee zu gehen. Robert entdeckt im Keller des Hauses ein Whiskeydepot und beginnt wieder zu trinken. Im Rausch bekommt er Halluzinationen. Als er nach einem Gelage aus Versehen eine Frau und einen Mann im Keller einschließt, flieht er, weil er deren Hilferufe für die Stimmen teuflischer Dämonen hält. Als Delphine und Cyprian zurückkommen, entdecken sie die Leichen, und Robert wird vom Sheriff inhaftiert.
Fidelis arbeitet zunächst bei dem polnischen Metzger Kozka und stellt dort auch seine geräucherten Würste nach einem geheimen Familienrezept her. Bald ist er in der Lage, seine eigene Metzgerei zu gründen. Seine Wurstwaren sind bei der Kundschaft sehr beliebt und so können schon bald seine Frau Eva mit ihrem Sohn und seine Tante Lore nachkommen. Eva hilft ihrem Mann in der Metzgerei, sie bekommen einen zweiten Sohn. Lore hilft weder im Geschäft noch im Haushalt mit.
Teil 2:
Cyprian schließt sich erneut dem Zirkus an, Delphine bleibt zurück, um sich um ihren Vater zu kümmern. Als Delphine in den Laden von Familie Waldvogel kommt, freunden sich die beiden jungen Frauen an. Ihre Herkunft verbindet sie. Eva bietet Delphine eine Arbeitsstelle im Laden an, womit es Delphine finanziell möglich ist, den Sheriff zu bestechen, ihren Vater freizulassen. Auch dieser arbeitet nun für die Familie Waldvogel und freundet sich mit Cyprians Mutter an. Aus Sehnsucht nach seiner alten Heimat gründet Fidelis mit einigen Männern aus der Stadt einen Männerchor.
Eva erkrankt unheilbar; der Arzt kann ihr nur Morphium zur Schmerzlinderung verschreiben, was Tante Lore zu hintertreiben versucht. Delphine pflegt Eva und kümmert sich um die Kinder. Eva bittet Delphine, sich auch nach ihrem Tod um die Familie zu kümmern. Fidelis verweist Lore nach Evas Tod wegen ihrer Intrigen des Hauses, und sie kehrt nach Deutschland zurück. Delphine und Fidelis kommen sich stetig näher und heiraten schließlich. Beide kümmern sich liebevoll um Fidelis Kinder, bis er wenige Monate nach der Hochzeit bei einem Autounfall stirbt.
Delphine und Robert machen aus der Metzgerei ein gut laufendes, amerikanisches Fast-Food-Restaurant, in dem sie Hamburger servieren.

## Hintergrund
Das Drehbuch beruht lose auf dem Roman The Master Butchers Singing Club der amerikanischen Schriftstellerin Louise Erdrich. Der Film wurde vom 4. September 2018 bis zum 21. November 2018 in Zagreb und Dalmatien gedreht.
Die Premiere fand am 6. Juli 2019 auf dem Filmfest München statt.

## Rezeption

### Kritiken
„Das gekonnt darzustellen, mit großem Gefühl, aber nicht in Schmalz zu ertränken und auch nicht in wohlgemeinter Stelzerei und in diesem Fall überdeutlichem Verweischarakter auf die heutige Zuwanderungslage – das zeichnet den „Club der singenden Metzger“ aus und ist im Fernsehen, im öffentlich-rechtlichen zumal, gar nicht alltäglich. Was nicht bedeutet, dass dies ein Film wäre, der mit den Konventionen des hiesigen Fernsehfilms bräche. Er macht seine Sache nur sehr gut und passt bestens ins Feiertagsprogramm des Ersten.“

### Einschaltquoten
Die Erstausstrahlung von Der Club der singenden Metzger am 27. Dezember 2019 wurde in Deutschland von 4,60 Millionen Zuschauern gesehen und erreichte einen Marktanteil von 16,8 % für Das Erste.